# Ácido nordihidroguaiarético
El ácido nordihidroguaiarético (ANDG) es un compuesto antioxidante que se encuentra en  el arbusto de la creosota (Larrea tridentata).
La planta ha sido usada como hierba medicinal pero su uso es controvertido.  Fue ampliamente usada durante los años 50 como  como conservante de alimentos y para preservar las fibras naturales, pero fue prohibido más tarde después de informes de toxicidad durante  principios de los 60.  Recientemente, ha sido usado como nutriente suplementario, sin embargo se han reportado toxicidad renal y hepatotoxicidad  durante el uso crónico del arbusto de creosota y ANDG.